# Balasovi járás

A Balasovi járás a Szaratovi területen

A Balasovi járás (oroszul: Балашовский муниципальный район) Oroszország egyik járása a Szaratovi területen. Székhelye Balasov.

## Népesség
- 1989-ben 33 835 lakosa volt.
- 2002-ben 34 599 lakosa volt.
- 2010-ben 113 352 lakosa volt, melyből 104 646 orosz, 1 551 ukrán, 610 örmény, 541 azeri, 492 tatár, 224 cigány, 217 fehérorosz, 216 csuvas, 110 tadzsik, 102 német, 96 kazah, 91 lezg, 84 grúz, 79 üzbég, 76 mordvin, 72 moldáv, 69 dargin, 60 csecsen, 59 mari, 51 baskír stb.